# Mellilla inextricata
Mellilla inextricata là một loài bướm đêm trong họ Geometridae.